# Carinanebel
Der Carinanebel (NGC 3372), auch Eta-Carinae-Nebel, ist ein Emissionsnebel im Sternbild Kiel des Schiffs. Er hat eine scheinbare Helligkeit von 3,0 mag und einen Durchmesser von 120 Bogenminuten. Der Nebel ist eine der größten HII-Regionen der Galaxis und befindet sich in einer Entfernung von etwa 7.700 bis 9.600 Lichtjahren von der Erde. Damit erstreckt er sich über etwa 200 bis 300 Lichtjahre.
Das bekannteste Einzelobjekt im Carinanebel ist der veränderliche Stern η (Eta) Carinae, der Teil des offenen Haufens Trumpler 16 ist.
Eine Aufnahme des Carinanebels war unter den ersten fünf Bildern des James-Webb-Weltraumteleskop, die 2022 der Öffentlichkeit vorgestellt wurden.

## Entdeckung

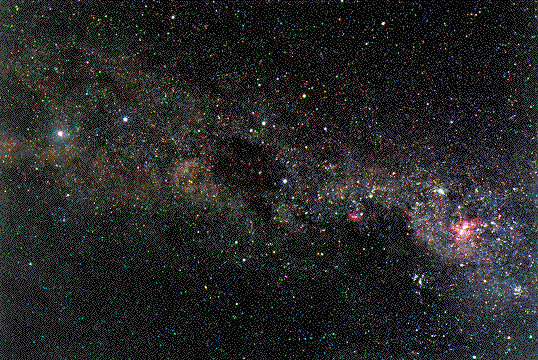
Stellare Nachbarschaft: Eta-Carinae-Nebel (rechts), Kreuz des Südens (Mitte), α-Centauri (links)

Obwohl der Nebel eines der hellsten Objekte am Nachthimmel ist – er ist deutlich größer und auch heller als der Orionnebel –, wurde er wegen seiner extrem südlichen Lage erst relativ spät dokumentiert. Erst in den Jahren 1751–1752 beschrieb Nicolas Louis de Lacaille ihn auf seiner Reise zum Kap der Guten Hoffnung. Er verzeichnete den Nebel als Lacaille III.6.

## Astronomische Bedeutung
Dieser Nebelkomplex liegt im Sagittarius-Arm der Milchstraße. Als eine der größten HII-Regionen der Galaxis stellt der Carinanebel ein riesiges Sternentstehungsgebiet, ähnlich dem Orionnebel, dar. Daher enthält er diverse Offene Sternhaufen, darunter die Haufen Collinder 228, 232 und 234, Trumpler 14, 15 und 16 sowie Bochum 10 und 11.
Der Nebel enthält mindestens 75 Sterne der Spektralklasse O, darunter die ersten entdeckten Sterne des Typs O3, die typischerweise am Ende ihrer primären Lebensdauer als Supernova explodieren.  
Außerdem wurden bislang drei Wolf-Rayet-Sterne der Klasse WN gefunden.

### Objekte im Carinanebel
- Trumpler 14: ein junger offener Sternhaufen mit dem Hyperriesen HD 93129A.
- Trumpler 16: ein offener Sternhaufen, dessen prominenteste Mitglieder η-Carinae und der Doppelstern WR 25 sind.
- Schlüsselloch-Nebel: ein dunkles Fragment des Carinanebels, das sich in dessen Zentrum gegen hellere Regionen in dem Hintergrund in der Form eines Schlüssellochs abzeichnet.
- Homunkulusnebel: ein bipolarer Materieauswurf von η-Carinae in der Form zweier gegenüberliegender Sphären, die den Stern umgeben. Der Homunkulusnebel ist der Überrest eines stellaren Ausbruchs, der den Stern in den 1840er Jahren zu dem zweithellsten Stern am Nachthimmel machte.
- Hufeisennebel (nicht zu verwechseln mit dem manchmal ähnlich bezeichneten Omeganebel): ein hufeisenförmiger Ring aus Material, das von einem älteren Materieauswurf Eta Carinas stammt. Der Nebel hat eine Ausdehnung von etwa 2 Lichtjahren.

## Galerie

Die „Cosmic Cliffs“ am Rande des NGC 3324 Emissionsnebels, eine der ersten Aufnahmen des James-Webb-Weltraumteleskops
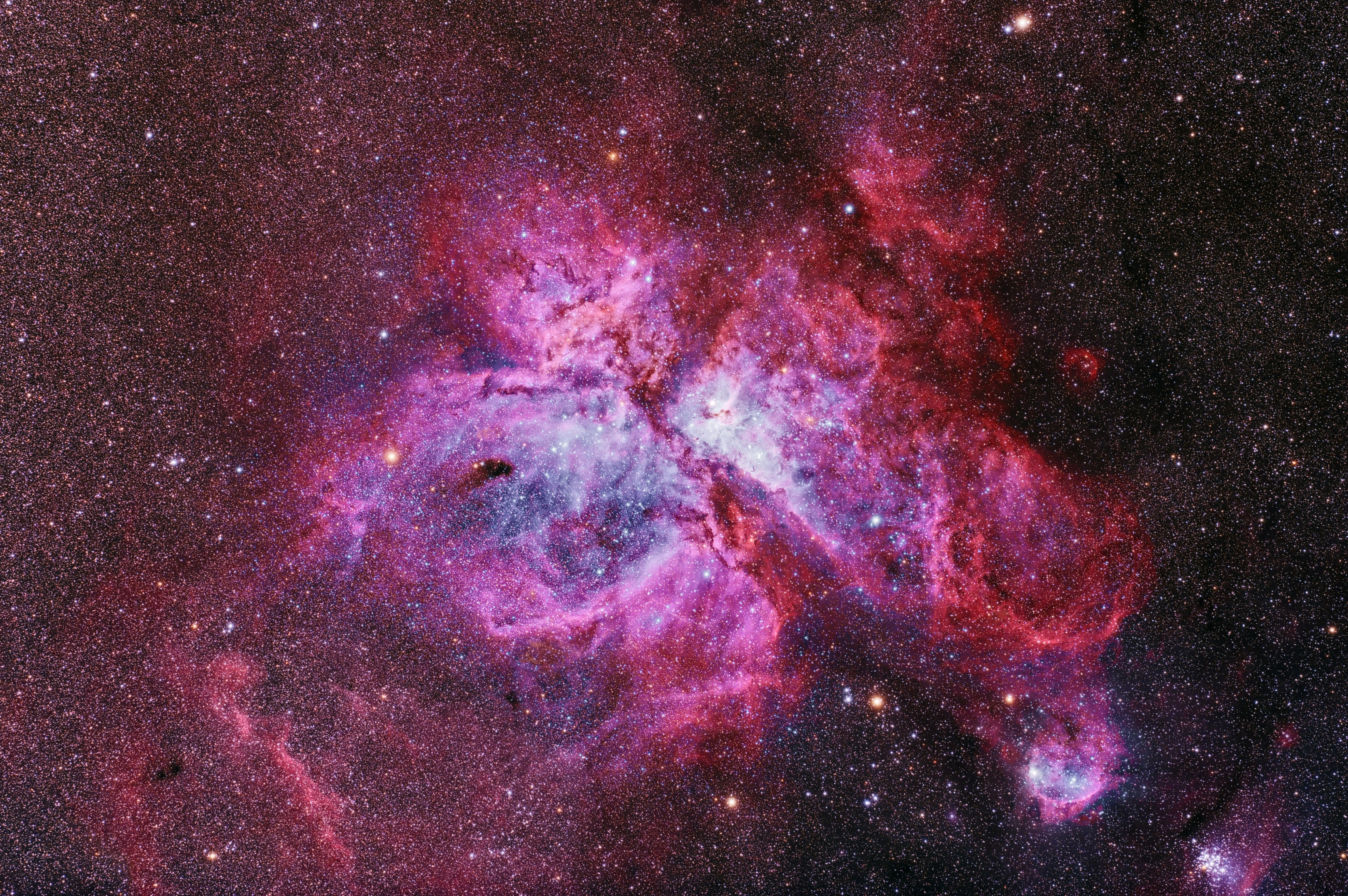
NGC 3372, Bild von einem Amateurastronomen, aufgenommen in Namibia
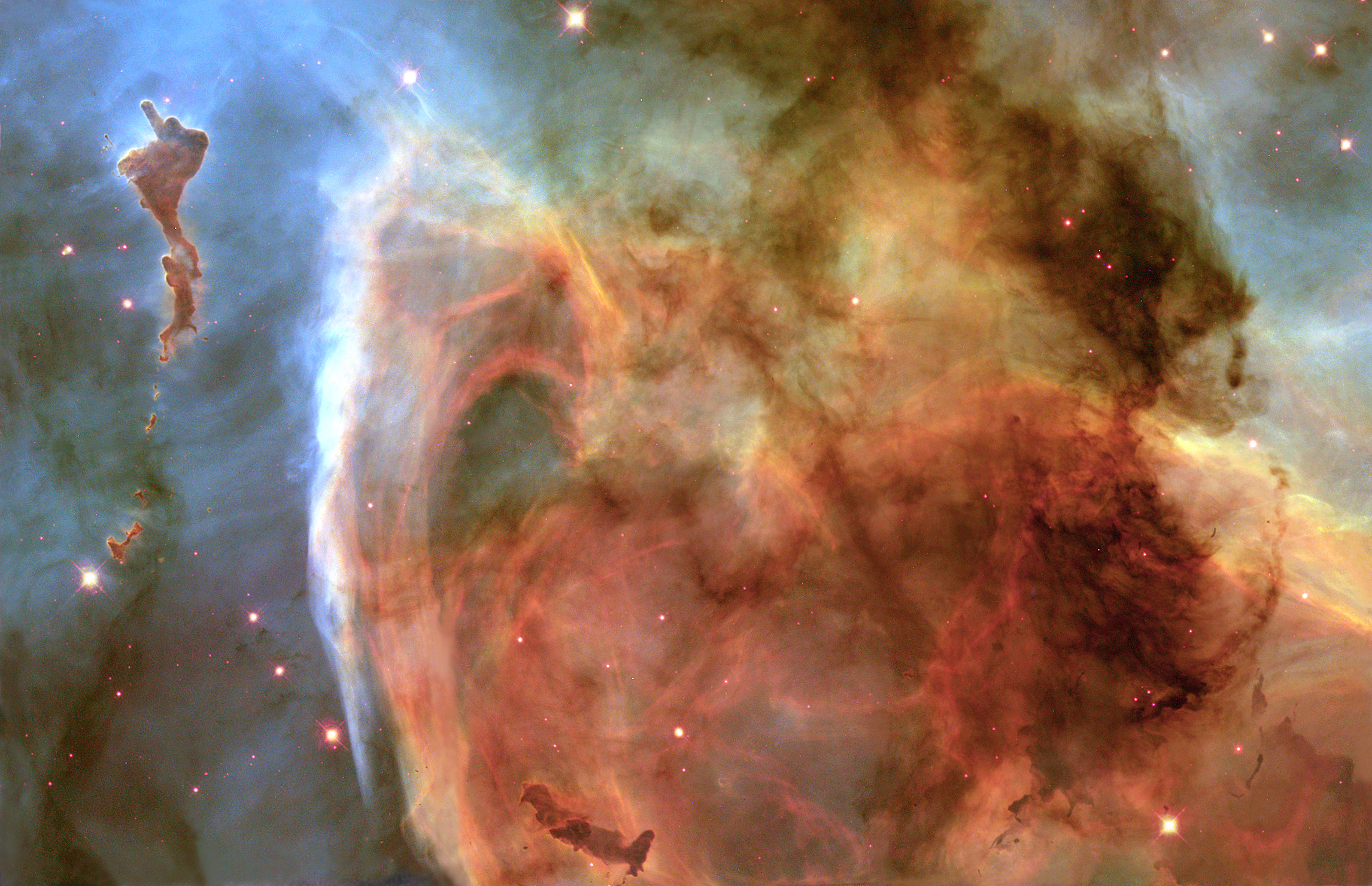
Der Schlüsselloch-Nebel in der Nähe von η-Carinae, Süden = oben
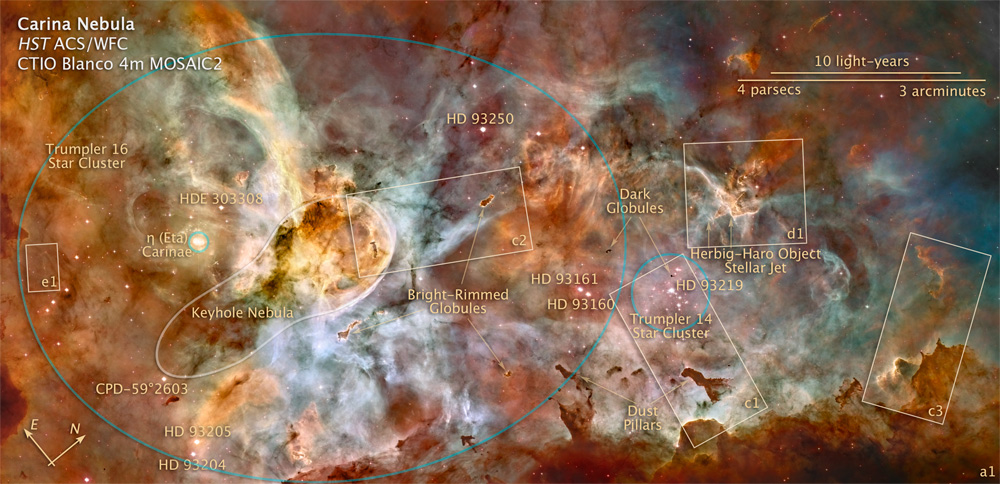
Ein annotiertes Bild mit verschiedenen Objekten des Carinanebels